# Хрватско приморје
Хрватско приморје је историјски назив за подручје између источних граница Corpusa separatuma, односно од Рјечине на западу и на истоку до насеља Tpибaњ-Крушҷицa (заселак Maндaлинa), јужно од Карлобага где граничи ca Далмацијом. Назив је настао као одговор на термин Угарско приморје када је споменуто подручје постало једини хрватски излаз на море.
Подручје Хрватског приморја обухвата градове Бакар, Краљевицу, Цриквеницу, Брибир, Нови Винодолски и најважнији град — Сењ. Сењ, некад највећи град у Хрватском приморју, губи поморско значење у 19. веку у корист Ријеке. Између два светска рата, од Римског уговора 1924, у саставу Хрватског приморја се налази и Сушак, који се у то време развија у најзначајнији град тог дела Краљевине СХС. Након Другог светског рата, Сушак и Ријека 1948. постају један град — Ријека, да би касније у састав општине Ријека ушао и Бакар. 1992. године долази до оснивања нових општина и градова којима Кострена (источни део екс општине Ријека) и Бакар постају самосталне општине те се данас географски поновно сматрају делом Хрватског приморја.